# Die Invasion der Wurmgesichter
Die Invasion der Wurmgesichter (orig. Have Space Suit—Will Travel) ist ein Jugendroman von Robert A. Heinlein. Das Buch ist in Deutschland erstmals 1960 unter dem Titel Piraten im Weltenraum erschienen, weitere deutsche Übersetzungen sind Kip überlebt auf Pluto und Raumjäger betitelt. Die Geschichte war 1959 für den Hugo-Award nominiert.

## Handlung
Die Geschichte handelt von Clifford „Kip“ Russel, einem begabten Jungen, der bei einem Gewinnspiel einer Seifenfirma einen ausgemusterten Raumanzug gewinnt. Im Laufe des Sommers setzt Kip den Anzug, den er „Oscar“ tauft, instand. Er geht aber davon aus, Oscar wieder verkaufen zu müssen, um mit dem verdienten Geld das College besuchen zu können.
Eines Nachts trägt Kip den Raumanzug und testet das von ihm eingebaute Radio im Anzug. Plötzlich meldet sich eine Stimme, die sich selbst Peewee nennt und bittet um Einweisung zur Landung. Zu Kips Erstaunen landet ein Raumschiff, aus dem ein junges Mädchen (Peewee) und eine kleine, pelzige außerirdische Lebensform mit großen Augen aussteigen. Kurz darauf verliert Kip das Bewusstsein und alle drei werden entführt.
Ihr außerirdischer Entführer wird vom Protagonisten aufgrund seiner Erscheinung als „Wurmgesicht“ beschrieben, konsequenterweise nennt er die Spezies „Wurmgesichter“. Wurmgesicht hat drei Augen, vier tentakelartige Arme sowie einen dreiteiligen Kiefer. Kip lernt in Gefangenschaft Peewee und das „Mütterchen“ kennen, die gemeinsam versucht hatten, auf die Erde zu fliehen.
Das Mütterchen wird als rund 150 Zentimeter großes, Koboldmaki-ähnliches Wesen beschrieben, das in einer Art Vogelgesang kommuniziert, was Kip und Peewee aber dennoch zu verstehen vermögen. Peewee berichtet, wie sie auf dem Mond von Wurmgesichts beiden menschlichen Helfern gefangen genommen wurde und dass ihr Vater ein renommierter Wissenschaftler auf der Erde sei.
Peewee, Kip und dem Mütterchen gelingt es, in ihren Raumanzügen zu fliehen. Sie versuchen, auf die nahegelegene menschliche Mondbasis zu fliehen, wobei Peewee fast erstickt. Alle drei werden abermals von ihren Verfolgern gefangen genommen, diesmal aber auf einen Außenposten auf Pluto gebracht. Hier stellt Kip fest, dass die Wurmgesichter über den Menschen weit überlegene Technologie verfügen müssen, denn kein Schiff der Menschen hätte den Weg in so kurzer Zeit zurücklegen können. In der Zelle finden sich auch Wurmgesichts menschliche Helfer wieder, verschwinden aber kurz darauf, allem Anschein nach um von Wurmgesicht und seinen Artgenossen verspeist zu werden.
Dem Mütterchen gelingt es, unter dem Vorwand, technische Apparate für die Wurmgesichter herzustellen, Zugang zu einer Werkstatt zu bekommen. Dort entwendet sie genug Materialien, um zwei Bomben sowie einen Notrufsender herzustellen. Bei dem Versuch, diesen außerhalb der Raumstation zu aktivieren, friert sie ein. Der Sender wird von Kip später aktiviert, wobei dieser ebenfalls beinahe erfriert. Kurze Zeit nach der Aktivierung landet ein Raumschiff aus dem Heimatsystem des Mütterchens, der Wega, und rettet Peewee, Kip und das Mütterchen.
Auf Wega 5, dem Heimatplaneten des Mütterchens, müssen Kips Erfrierungen lange behandelt werden, während er an sein Bett gebunden ist. Das Mütterchen selbst ist schnell wieder gesund, da Einfrieren ihrem Körper keinen Schaden zufügt. Während seines Aufenthalts wird Kip eingängig von einem „Professorchen“ studiert, der so viel wie möglich von den Menschen und der Erde in Erfahrung bringen will. Kip und Peewee lernen so gut es geht über die Spezies des Mütterchens, können aber weder Regierungsform noch Technologiestufe vollends nachvollziehen. Das Mütterchen teilt Kip nach seiner Behandlung mit, dass er und Peewee vor Gericht müssen.
Das Gericht, ein Gremium aus einer Vielzahl von Spezies unter Vorsitz eines kybernetischen Wesens, will feststellen, ob die Spezies der Wurmgesichter sowie der Menschen eine Gefahr für ihre Gemeinschaft darstellt. Hierzu wird zuerst ein Wurmgesicht angehört, das aufgrund seiner Arroganz und Aggressivität den anderen Spezies gegenüber dafür sorgt, dass sein Heimatsystem um 90 Grad aus der Raumzeit “gedreht” wird. Kip nimmt an, es handele sich lediglich um eine Art Verbannung, bis er erfährt, dass der Planet hierbei seinen Stern verliert und aller Wahrscheinlichkeit nach einfrieren wird.
Anschließend wird über das Schicksal der Menschheit verhandelt. Hierzu wurden neben Kip und Peewee noch zwei weitere Proben aus der Menschheitsgeschichte genommen – ein römischer Legionär sowie ein Neandertaler. Das Gericht stellt vor der Verhandlung fest, dass der Neandertaler kein Vorfahre moderner Menschen ist, und schickt ihn zurück in seine Raumzeit. Der Legionär wird zuerst angehört und seine Aussage über seine Tätigkeiten in der römischen Legion, seinem Dienst für Caesar und der Behandlung von Gefangenen und Barbaren in das Protokoll aufgenommen. Nach einigen weiteren Fragen fängt er an, das Gericht zum Kampf aufzufordern und liefert eine aggressive Rede, in dem er seine Meinung zu diesem Hexenwerk bekundet. Auch er wird, entsprechend der Anordnung des Gerichtes, in seine Raumzeit zurückbefördert.
Kips und Peewees Aussagen werden in das Protokoll aufgenommen und Kip wird vom Gericht befragt. Er weiß, was auf dem Spiel steht und zitiert in seiner flammenden Rede und führt die Kunst der Menschen als Beispiel für ihren kreativen Geist und ihre Fähigkeiten an. Wie schon bei der Verhandlung der Wumgesichter wird auch in diesem Prozess anderen Spezies die Möglichkeit gegeben, sich für die Menschheit auszusprechen. Das Mütterchen und ein Vertreter einer grünen, affenartigen Spezies führen an, dass die Menschheit noch außerordentlich jung sei und eine Chance verdiene, um sich weiterzuentwickeln. Das Gericht beschließt eine endgültige Entscheidung auf mehrere Radium-Halbwertzeiten, also einige Tausend Jahre, zu vertagen.
Kip und Peewee dürfen auf die Erde zurückkehren und bekommen von den Weganern Aufzeichnungen mit, die, wie Peewees Vater Professor Reisfeld feststellt, bahnbrechende physikalische Gleichungen enthalten. Als Reisfeld von Kips Zukunftsplänen erfährt, arrangiert dieser ein Vollstipendium am M.I.T. für ihn.